# 2019—2021年伊拉克抗議
2019－2021年伊拉克抗议也被称为蒂什林革命和伊拉克起义，伊拉克人民通過示威，静坐和公民抗命等各種方式表達對腐败，失业和低效的公共服务的不滿。抗議活動于2019年10月1日开始，遍及伊拉克中部和南部各省，後來訴求逐步升级为推翻伊拉克執政當局以及要求阻止伊朗对伊拉克的干预。伊拉克政府对抗议者使用子弹，狙击手，高溫開水和催淚彈，导致数百人伤亡。抗议活动一度于10月8日中止，但10月24日再次恢复。
2019年11月29日，伊拉克總理阿迪勒·阿卜杜勒-迈赫迪宣佈辭職。12月26日，巴尔哈姆·薩利赫總統在拒絕任命巴士拉省省长阿薩德·艾達尼後递交辞职信，後者由伊朗支持的議會集團比納集團提名為新總理，並指出示威者不会接受艾達尼。
此次抗議是伊拉克自萨达姆政权结束以来規模最大的社會動蕩。

## 背景
2011年，伊拉克境內各省爆發了抗議活動，要求結束腐敗、裙帶關係和失業，同時還希望政府提高工資和改善公共服務，例如電力，交通，醫療，教育和市政服務。 由于总理努里·马利基被指漠视逊尼派政府官员，在2012－13年伊拉克抗议活动中，六个逊尼派主要省份的抗议不断升级。抗议者要求推翻宗派主义政府和重新起草宪法，并游行进入巴格达以占领绿区。